# Nanderbaarzen
Nanderbaarzen (Nandidae) zijn een familie van straalvinnige vissen uit de orde van Baarsachtigen (Perciformes).

## Geslachten
- Afronandus Meinken, 1955
- Nandus Valenciennes, 1831
- Polycentropsis Boulenger, 1901